# 社子
25°05′13″N 121°30′32″E / 25.086913°N 121.508769°E
社子（台灣話：Siā-á），是臺灣臺北市士林區所管轄的一個次分區。最早開始係由基隆河與淡水河交匯而成的一個沖積平原。1953年超級颱風克蒂穿越台灣陸地期間，台北社子地區當時發生淹水的情況，最裡面的中洲埔、溪洲底等地區（後來被稱為社子島）被臺北市政府下令長期限建、禁建50年，使得這附近的十個里成為臺北市內少數開發緩慢的平地。社子人口約10,000人。

## 詞源
社子地區地名來自其核心聚落名稱「社仔」，因該地從前為凱達格蘭族麻少翁社原住民的一個聚落，故略稱為社仔。原為大浪泵洲，或稱大浪泵社。
該地區空拍圖形似一個鴨嘴，原為基隆河分流「番子溝」與大同區相隔而為獨立島嶼，故稱為「社子島」。1970年代，因為番子溝河道淤積並作為中山高速公路的路基，因而被填平，社子地區成為半島地形，但「社子島」之名至今仍沿用之。

## 地理現況
社子地區東側是基隆河，西側是淡水河，僅南端與台北市中心在中山高速公路北側附近以陸地相連。基隆河流出台北盆地，在社子島的尾端注入淡水河，基隆河匯入淡水河之後，南邊是士林區的社子地區、大龍峒、圓山、大稻埕，北邊是北投區與士林區的大部分地區。該社子地區的北端遠望可看見大屯山系、關渡大橋、觀音山。由於陸地交界處早年曾為基隆河之分流「番子溝」，當時的社子地區為實質之獨立島嶼，故至今仍習稱為「社子島」。
該地區以西隔著淡水河作為界河，與新北市五股區、蘆洲區、三重區相鄰；以南與台北市大同區以陸地相連；以東則隔著基隆河與士林區市區相鄰，社子是做為台北市士林行政區的一部分；以北則隔著基隆河與北投區相望，分界處上有一根著名地標北投焚化廠煙囪。
在今日的延平北路七段，早期曾設有環境清潔所，即水肥處第一隊，利用淡水河運收集台北市區來的水肥，當做「社子島蔬菜專業區」的肥料。

## 歷史

### 二戰前
1654年，荷蘭人於繪製的「大臺北古地圖」中，當時的基隆河注入淡水河口在今社子地區之南，且社子地區並無沙洲，因此一般認為社子島之形成當在1650年代之後。

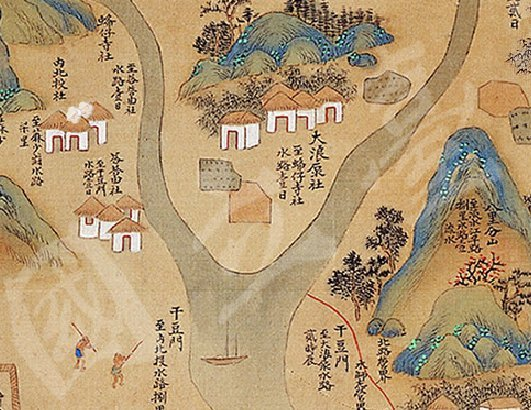
1704年，皇輿全覽圖的大浪泵社附近關係圖，中間前端小部份為社子島。指北針的方向：左下角為北方

1694年（康熙33年），台灣北部發生一場大地震，使得台北盆地部份地區陷落，形成康熙台北湖。乾隆年間，隨著河沙沉積，康熙台北湖日漸消失，在今日社子地區南部，浮現了一個稱為「浪泵洲」的沙洲。但當時基隆河下游河道與今日差異甚大，顯見其日後地形地貌有重大變化。1754年（乾隆19年）北台灣又發生一場大地震，使得當地的沙洲再次陷落，形成一片沼澤。然因水位不深，當地向原住民承墾的漢人佃戶乃於利用乾季退潮水位下降之際，築堤圈田開墾。1758年，已形成由小河道區隔的「嗄嘮別」、「中洲」、「八仙埔」三段墾地。而居住附近的麻少翁社原住民村落，則多數搬遷到較高的今天母三角埔一帶，但仍然聲稱擁有該地區的土地所有權。1890年，當時繪製的《光緒圖冊淡水縣簡明總括圖冊》中，該地區已形成「社仔庄」、「浮洲庄」、「中洲庄」等聚落。

社子於日治時代廳治時期所屬臺北廳位置，其為士林支廳下轄的區。

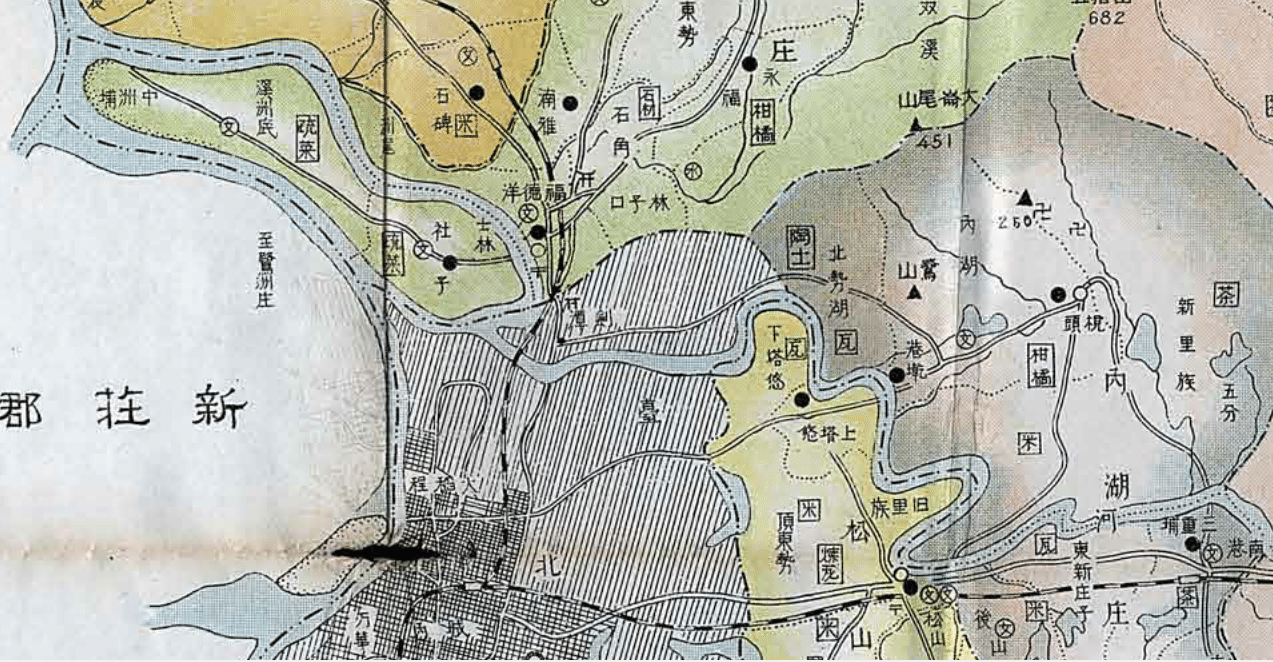
社子島在日治時代七星郡士林街位置，社子島在這張地圖的左邊，時間在1932年。證實當時社子島是淡水河與基隆河兩河交會的一個河中岛。

1896年，日本人伊能嘉矩的調查，社仔一帶僅有7戶，18男17女麻少翁社原住民。1904年，大日本帝國所繪製的台灣堡圖中，社子地區諸沙洲已經併為一個葫蘆狀的大沙洲島，這沙洲是由兩條河流（淡水河與基隆河）之間所夾著的，因為曾經有淹水的風險，在台北市的經濟發展史中被排除在外。最初是隔「番子溝」與今之台北市中心相望。此時的社子的行政區在臺北廳士林支廳轄下被劃分為社仔區，地籍、戶籍劃分上則為兩個堡，芝蘭一堡轄有社子庄（胡蘆堵、頭仔渡、社仔、三角埔、後港墘）、溪洲底庄(頂仔崙、溪洲底、八卦厝、頂溪砂尾、下溪砂尾、頂福洲、下福洲)；而芝蘭二堡則管理中洲埔庄（中洲埔）。1932年，根據大日本帝國總督府的調查研究報告顯示，社子庄附近僅餘1戶原住民，為3男1女。可以證明平埔族人在社子地區存在過，平埔族麻少翁社的原住民村落已經逐漸搬離此地。按1935年的統計，社子大字有常住人口4,259人（含平埔族1戶5人）。1937年，橫跨基隆河的士林吊橋（一名社子吊橋）開始動工興建，1939年3月士林吊橋竣工啟用。

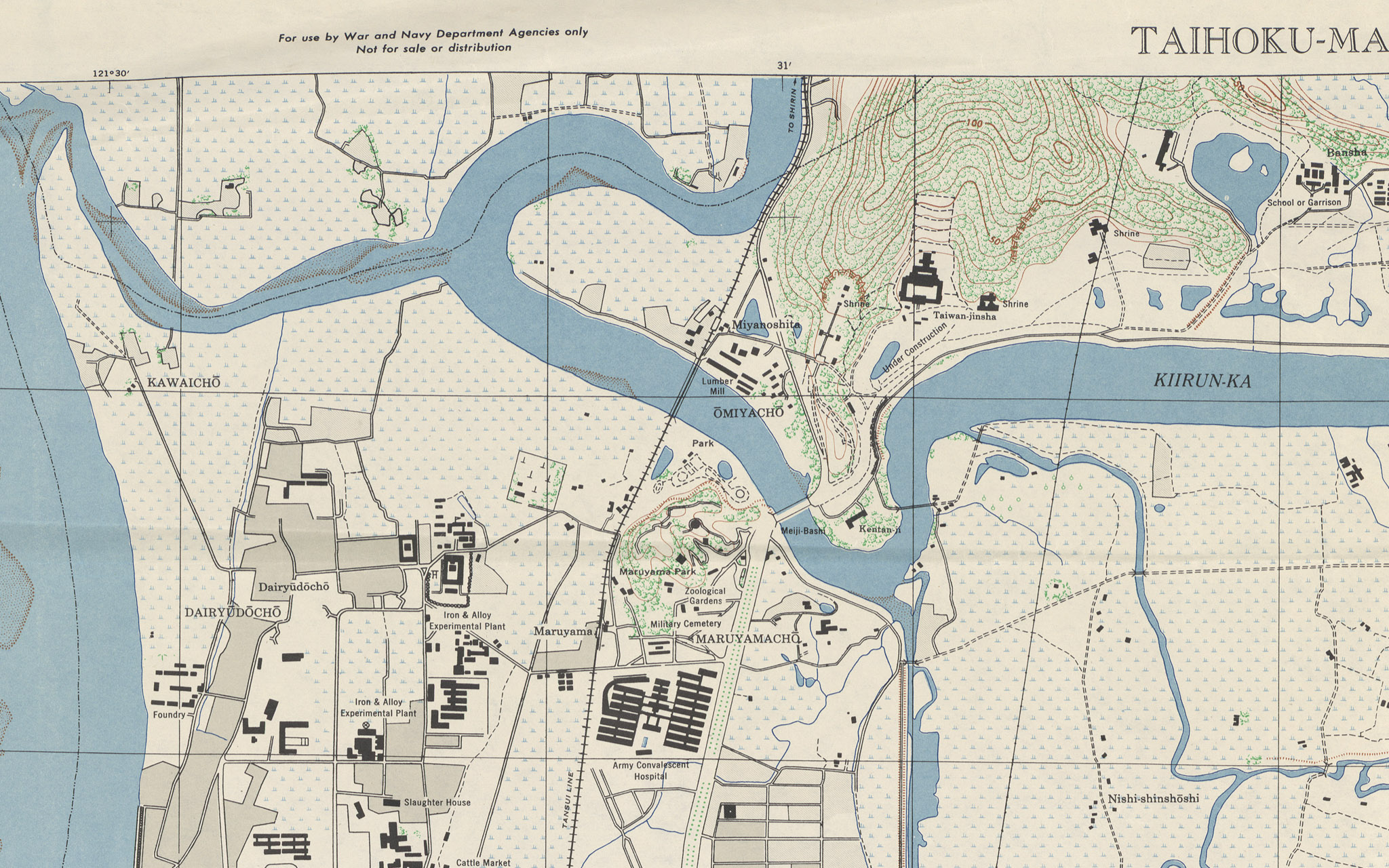
根據1945年美軍所拍攝繪製的臺北地圖，畫面中左上角的一個角落就是社子島（淡水河東岸）

台灣日治前期，今社子地區分屬芝蘭一堡的社仔庄、溪洲底庄以及芝蘭二堡的中洲埔庄。社仔庄（當時仍包含現已分離社子島的後港墘）北、東及東南隔基隆河與洲尾庄、福德洋庄、士林街、大直庄為界，南邊隔基隆河分流番仔溝與大龍峒街、番仔溝庄為界，西邊隔淡水河與三重埔庄為界，西北邊溪洲底庄。
當時的基隆河在該地區河道與今日不同：自三腳渡開始，河道先轉向東北再繞彎道轉向東南東，然後再繞彎道轉向北再轉西北微北，穿越士林街與社仔庄後港墘聚落之間後略為直流，至福德洋庄福德洋聚落西側後繞大彎轉向西微南，再於洲尾聚落南側附近接回今河道；而整個土名後港墘地區皆與社仔庄其他地區連在一起。
1901年（日治明治三十四年）11月，社子地區隸屬於臺北廳，社仔庄、溪洲底庄，編入第十二區；中洲埔庄，編入第十四區。1906年（明治三十九年）1月，第十二區改名「社仔區」。1920年（大正九年），社仔庄改制並雅化為「社子」大字，下轄小字「社子」、「三角埔」、「渡子頭」、「葫蘆堵」、「後港墘」，隸屬於臺北州七星郡士林。1933年士林庄升格為士林街。

### 二戰後到基隆河第一次截彎取直工程
1945年日本二戰投降，台澎由中華民國接管，戰後士林街改制為士林鎮，社子由臺灣省臺北縣七星區士林鎮管轄，隸屬於臺北縣，小字社子劃為「社子里」，三角埔、渡子頭合劃為「永平里」，葫蘆堵劃為「葫蘆里」，後港墘劃為「後港里」。1947年廢七星區，士林鎮改歸淡水區管轄。1949年8月26日，臺灣省政府將當時臺北縣淡水區所轄的士林鎮及北投鎮（今臺北市士林區及北投區）劃出成立縣級的草山管理局。1950年3月31日，政府核定公告草山改名為陽明山。1950年4月26日，草山管理局改名為陽明山管理局。
1953年超級颱風克蒂 (Kit)穿越台灣陸地期間，社子地區當時發生淹水的情況，臺北衛戍司令黃杰中將曾下令協助整治淡水河與基隆河氾濫問題。
1963年，葛樂禮颱風造成台北大淹水，加上適逢大潮而造成海水倒灌，石門水庫每秒高達一萬立方公尺的水量大洩洪，下游地區淹水。
1963年9月的超級強烈颱風葛樂禮在北臺灣降下豪雨，加上石門水庫洩洪，導致臺北盆地大淹水。災後政府認為此次水患原因之一是基隆河道太過彎曲，於是推動「基隆河士林段截彎取直工程」。新河道將原本社子島東南角分割成東西兩部分，東側的「後港墘」地區自此脫離社子島，變成被新舊河道包圍的狹長小島。
1964年，興建士林堤防、社子堤防、堵仔頭堤防，永平、倫等、社子、葫蘆、後港墘等地納入堤防之內，較無颱風淹水問題，卻將福安、中洲、富安（現已改為福安、富洲兩里）三里規劃在堤外地區，變成了滯洪區。

### 基隆河第一次截彎取直工程後
1965年4月，行政院對基隆河進行了第一次截彎取直工程，將環繞劍潭、士林的舊河道填平，並在此填平新生地上，興建「康福社區」這一批國民住宅。同時在社子島上開鑿出一條新河道，並築起防止基隆河氾濫的的堤防。
1968年7月臺北市改制為院轄市，士林鎮併入成為士林區。1970年代初期修建中山高速公路時將番子溝填平，又將基隆河士林段廢河道填平（今基河路全線與士商路－承德路間區域），從此社子島與臺北市主要部分相連而成為半島，而「後港墘」則與東邊的士林、福德洋以及南邊劍潭的明勝里相連。1990年3月，臺北市各區重劃，該地區仍隸屬士林區。
1968年7月1日，陽明山管理局劃入已是院轄市的臺北市，全稱為「臺北市陽明山管理局」；士林區及北投區，仍由縣級行政區陽明山管理局管轄。

### 限建禁建
1970年「士林、北投主要計畫案」公布實施，同時經濟部研擬「台北地區防洪計畫」中，以社子島末端的地勢低窪、易遭水患、人口稀少、經濟價值低為由，把社子島末端定為「限制發展區的洪水氾濫區」，僅作為農業用地或綠地而訂下了禁建、限建的規定，停止了延平北路七、八、九段以後的一切建設許可。
1974年1月1日，中央政府移除陽明山管理局的地方行政權，勒令陽明山管理局只能負責風景區維護與管理；北投區和士林區則交由臺北市政府直接管轄。
1974年，中山高速公路完工通車後，社子島上的農業因不敵中南部蔬菜競爭而逐漸沒落。

### 士林吊橋被拆除後
1979年，基隆河廢河道因為缺乏經費復原，而被計畫填平，進而變成道路用地。1982年開始整地，1985年整地完成後，形成現在的基河路和士商路，士林吊橋隨即遭到拆除的命運。社子地區從此變成基隆河西岸的地區，但仍隸屬於士林區。
1987年，基隆河社子段的兩岸堤防被加高到6米，當時聲稱說是可以達抵抗20年洪水頻率的保護標準。
1990年12月，通往臺北縣蘆洲鄉（今新北市三重區）的重陽大橋完工。
1991年，市政府規定可以整建原有房屋、鐵架，但切結書表明不能補償。
1995年7月，汐止五股高架橋的環河北路至五股段完工並通車。
2002年12月24日，通往北投焚化爐、北投大業路、關渡平原的洲美快速道路完工並通車。

### 臺北曼哈頓計劃
2010年5月，行政院核定新台北地區防洪計畫，社子島設計達200年防洪標準，將堤防加高到9.65公尺，並將社子島的高程墊高到8.15公尺，當時的臺北市市長郝龍斌提出了「臺北曼哈頓」的發展夢想。但該方案只有通過防洪計畫，沒有通過環評。
2011年6月8日，社子島都市計畫發布，計畫面積298.65公頃（不含私立台北海洋技術學院用地），計畫人口32,000人，採區段徵收作業方式開發。預計花費七百億，填土1620萬噸，耗時十四年。
2013年9月18日，通往北投區立賢路的一條名為社子大橋的斜張橋完工通車。
2014年6月及9月，進行二次環評，因填土量過高、自然環境破壞等因素，要求北市府再審議。

### 生態社子島計畫
2015年1月15日，臺北市市長柯文哲指出，前任郝市府的開發計畫須把堤防加高到9公尺，另要填土8公尺，北市府還要額外投入300多億。他說，社子島居民約1萬人，「乾脆這1萬人每人發三百萬，不要開發了」。引起輿論批評。2015年，新任臺北市長柯文哲又希望社子島變成「臺北威尼斯」。
2015年8月12日，臺北市長柯文哲成立社子島專案辦公室。
2016年2月27日、28日兩天，臺北市政府舉辦社子島開發i-Voting。社子島開發有四個方向： 方向一：運河社子島 ，方向二：生態社子島 ，方向三：咱的社子島，方向四：不開發。投票結果為35%投票率中約60%以生態社子島規劃方向勝出。
2018年6月26日，禁限建近半世紀48年的社子島開發案內政部終於審議通過。北市府指出，社子島開發案第一期工程包括興建專案住宅、開闢周邊道路及拆遷一部分現住戶，期盼2019年中展開。
2018年11月28日，北投區福國路延伸工程（第2期）包含洲美快速道路二期引道，施工動土興建。

### 現況
2023年1月19日北投區福國路延伸工程（第2期）包含洲美快速道路二期引道竣工完成，銜接既有洲美高架橋福國路交流匝道缺口至第1期起點止，長約0.6公里:p73。
2024年3月21日捷運環狀線北環段社子區段開始動土興建，社子站（Y24）將位在社正公園下方，為地下4層疊式月台車站，預計2032年完工。

## 行政區劃

### 聚落
本地區發展較早的聚落有社仔、三角埔、渡仔頭、胡蘆堵、後港墘等，在日治期初期的官方地圖上已有記載。:178-180

### 社仔
1946年劃為社子里，1974年劃出社正、社中2里。1981年自社子里劃出社園里。1990年社正里併回社子里，社中與永新里合併為社新里。現為社子、社園、社新3里。

### 三角埔、渡仔頭
1946年劃為永平里，1974年劃出永新里。1990年永新與社中里合併為社新里，永平里與溪洲底倫等里合併為永倫里。現為社新、永倫2里相接部分。

### 胡蘆堵
1946年劃為葫蘆里，1973年劃出葫東、福順、海光3里。1974年自福順里劃出德信里。1981年自海光里劃出富光里。1990年將海光里併入富光里，將德信里併回福順里。現為葫蘆、葫東、富光、福順4里。

### 後港墘
1946年劃為後港里，1973年劃出福中、前港2里。1974年自後港里劃出景佑里，自福中里劃出福華里。1981年自前港里劃出承德里，自福中里劃出百齡里。1990年將景佑里併回後港里。現為後港、福中、福華、百齡、前港、承德6里。
後港墘在基隆河截彎取直後與社子島分離，該區6里加上鄰接之劍潭地區劍潭里分出的明勝里，現稱為後港次分區。
社子其餘部分加上溪洲底、和尚洲中洲埔即為現在的「社子島」，稱為社子次分區。
延平北路五段-九段及重慶北路四段及中正路過百齡橋下後之範圍皆屬臺北市士林區 社子
範圍。
目前劃分10個里，全部隸屬於臺北市士林區。
社子島範圍
1. 富洲里：主要道路是延平北路八段、延平北路九段。
2. 福安里：主要道路是延平北路七段。

社子範圍
1. 永倫里：主要道路是延平北路六段的永平街、倫等街。
2. 社園里：位於延平北路六段、社中街的中間。
3. 社子里：位於延平北路六段、社正路、社中街前段及社正公園下方台北捷運環狀線北環段Y24站（興建中）。
4. 社新里：位於延平北路六段，瀕臨環河北路三段。
5. 葫東里：主要道路是延平北路五段、葫東街、重慶北路四段北段。
6. 福順里：主要道路是延平北路五段、重慶北路四段南段、中山高速公路臺北交流道旁。
7. 葫蘆里：主要道路是延平北路五段，瀕臨環河北路三段。
8. 富光里：主要道路是延平北路五段，瀕臨環河北路三段。

- 註：1965年，政府對基隆河進行了第一次截彎取直工程，將環繞劍潭、士林的舊河道填平，並在社子島上開鑿出一條新河道。因此，原本社子島上的士林區後港墘地區就被劃入基隆河東岸那一邊。

## 公車
| 路線         | 起點站       | 終點站           | 所屬公司           | 備註（行經社子地區路段）                                                                       |
| ------------ | ------------ | ---------------- | ------------------ | ---------------------------------------------------------------------------------------------- |
| 2路          | 台北海大     | 臺大醫院         | 首都客運           | 行經延平北路九段到五段範圍，本路線歷史悠久，過去是由台北市公車處營運，區間為「社子－台北車站」 |
| 215路        | 台北海大     | 臺北車站         | 光華巴士           | 行經延平北路九段到五段範圍。                                                                   |
| 紅10路       | 台北海大     | 捷運劍潭站       | 光華巴士           | 行經延平北路九段到六段範圍，本路線歷史悠久，原為61路公車                                       |
| 536路        | 台北海大     | 大同之家         | 首都客運           | 行經延平北路九段到六段範圍                                                                     |
| 536路區間車  | 台北海大     | 榮總             | 首都客運           | 行經延平北路九段到六段範圍                                                                     |
| 紅7路        | 社子         | 捷運劍潭站       | 首都客運           | 行經延平北路七段到六段與社中街範圍                                                             |
| 26路         | 社子         | 行天宮           | 首都客運           | 行經延平北路六段範圍，1977年6月12日加入台北聯營公車，原由台北市公車處營運                      |
| 9路          | 社子國小     | 萬華             | 大都會客運         | 行經延平北路六段與五段範圍 ，本路線歷史悠久，自聯營前即行駛"社子－萬華"路線至今                |
| 246路        | 普濟堂       | 東園             | 光華巴士           | 行經延平北路六段與五段、葫東街與重慶北路四段範圍                                               |
| 市民小巴12路 | 捷運芝山站   | 社子             | 三重客運           | 行經延平北路六段和五段、葫東街與重慶北路四段與社中街範圍                                       |
| 紅3路        | 社子         | 台北花市         | 光華巴士           | 行經延平北路六段與五段、葫東街與重慶北路四段範圍                                               |
| 紅3區間車    | 社子         | 內湖科技園區     | 光華巴士           | 行經延平北路六段與五段、葫東街與重慶北路四段範圍                                               |
| 紅7路區間車  | 社子         | 捷運劍潭站       | 首都客運           | 行經延平北路六段與社中街範圍                                                                   |
| 紅15路       | 天母         | 社子             | 中興巴士           | 行經延平北路六段與社中街範圍                                                                   |
| 682路        | 八里         | 社子             | 淡水客運           | 行經延平北路六段與社中街範圍                                                                   |
| 紅10路區間車 | 社子         | 捷運劍潭站       | 光華巴士           | 行經延平北路六段範圍，此路線為增加運量而闢駛                                                   |
| 957路        | 淡海新市鎮   | 捷運劍南路站     | 淡水客運、指南客運 | 行經延平北路六段（普濟堂、洲美橋、永倫里（延平））、重陽橋                                     |
| 508路        | 泰山公有市場 | 大同之家         | 三重客運           | 行經重陽橋                                                                                     |
| 815路        | 三重         | 故宮博物院       | 中興巴士           | 行經重陽橋                                                                                     |
| 816路        | 三重         | 捷運士林站       | 中興巴士           | 行經重陽橋                                                                                     |
| 紅9路        | 蘆洲         | 捷運劍潭站       | 三重客運           | 行經重陽橋                                                                                     |
| 669路        | 三重         | 市政府           | 首都客運           | 行經重陽橋、延平北路五段範圍                                                                   |
| 811路        | 蘆洲         | 聯合醫院中興院區 | 三重客運           | 行經重陽橋、延平北路五段範圍                                                                   |
| 206路        | 天母         | 中華路           | 光華巴士           | 行經延平北路五段範圍                                                                           |
| 紅33路       | 葫蘆寺       | 聯合醫院中興院區 | 光華巴士           | 行經延平北路五段範圍                                                                           |
| 223路        | 關渡         | 青年公園         | 大南汽車           | 行經重慶北路四段範圍                                                                           |
| 302路        | 關渡宮       | 萬華             | 大南汽車           | 行經重慶北路四段範圍                                                                           |
| 304重慶線    | 故宮         | 永和             | 中興巴士           | 行經重慶北路四段範圍                                                                           |
| 重慶幹線     | 天母         | 東園             | 大都會客運         | 行經重慶北路四段範圍                                                                           |
| 757路        | 淡海         | 北門             | 指南客運           | 行經重慶北路四段範圍                                                                           |

## 捷運
- 台北捷運環狀線北環段
  - Y24站，設置在社正公園下方，地下4層疊式月台車站，預計2032年9月完工。

- 台北捷運社子線
  - 分為南北線和東西線兩條路線

## 教育

### 國小
- 臺北市士林區社子國民小學：最早是1913年成立的「社仔公學校」，1921年台北廳核准成立「八芝蘭公學校社仔分校」，1942年改稱為「社子國民學校」。
- 臺北市士林區富安國民小學：大正十一年（1922年）四月創校，日治時代原名為「社子國小溪洲底校場」。1946年五月自社子國小獨立，更名為「臺北縣立富安國民學校」，1974年改制為「臺北市立富安國小」[31]。
- 臺北市士林區葫蘆國民小學：因應葫蘆地區激增，社子國小校舍也不足的背景下，於民國64年（1975年）8月1日正式成立臺北市士林區葫蘆國民小學，位於台北市士林區環河北路三段95號。

### 國中
- 臺北市立福安國民中學：1980年（民國69年）12月22日正式動土興工，1981年（民國70年）七月開始招收新生。

### 大專院校
- 台北海洋科技大學（士林校區）：由台北海洋技術學院2017年8月1日升格而成，原為中國海事專科學校。

## 環境與生態
由於社子的末端位於基隆河與淡水河的交匯處，因此也與關渡平原瀕臨淡水河沿岸一樣，有紅樹林的存在。沿著社子堤防走，可以發現水筆仔、台灣厚蟹以及網紋招潮蟹等紅樹林才有的特有生物。
而再往延平北路八段、九段走進去，河岸的自然鳥類生態景觀也大有看頭，不時有白鷺鷥、蒼鷺、夜鷺、大卷尾、招潮蟹出現，給予了喜歡給研究野鳥生態的人、或是對野鳥生態有興趣的群眾前往觀賞。植物則有水筆仔、茳茳鹹草、蘆葦等。

## 傳統文化與信仰

### 宗教宮廟
社子島上民間信仰分幾大類但都與泉州信仰為主（因先民移民都泉州人）：第一種主要為參與大龍峒保安宮、蘆洲保和宮等附近大廟的信仰圈，原因社子開拓先祖均為中國泉州而來移民先民均帶著保生大帝渡海來台；第二種則是民眾以輪祀泉州原鄉神明為主中壇元帥、虎爺，如坤天亭；第三種則是本地為祈求開墾捕魚平安順利奉祀的土地公廟大部分陪侍保生大帝、天上聖母，如社仔社福宮、永平福德宮、渡仔頭福德宮、葫蘆堵福德宮，第四種則以有應公為主，由於社子地處兩河之間，過去常見到順流而下的械鬥或溺水人士之遺體，地方人士往往尊敬憐憫，加以奉祀，且往往虔誠恭奉神位或石碑，最後建成有應公廟或姑娘廟等陰廟，陰廟比例甚高；第五種則是臺灣戰後時期，南臺灣移民從家鄉神明分靈而來的廟宇。

### 夜弄土地公

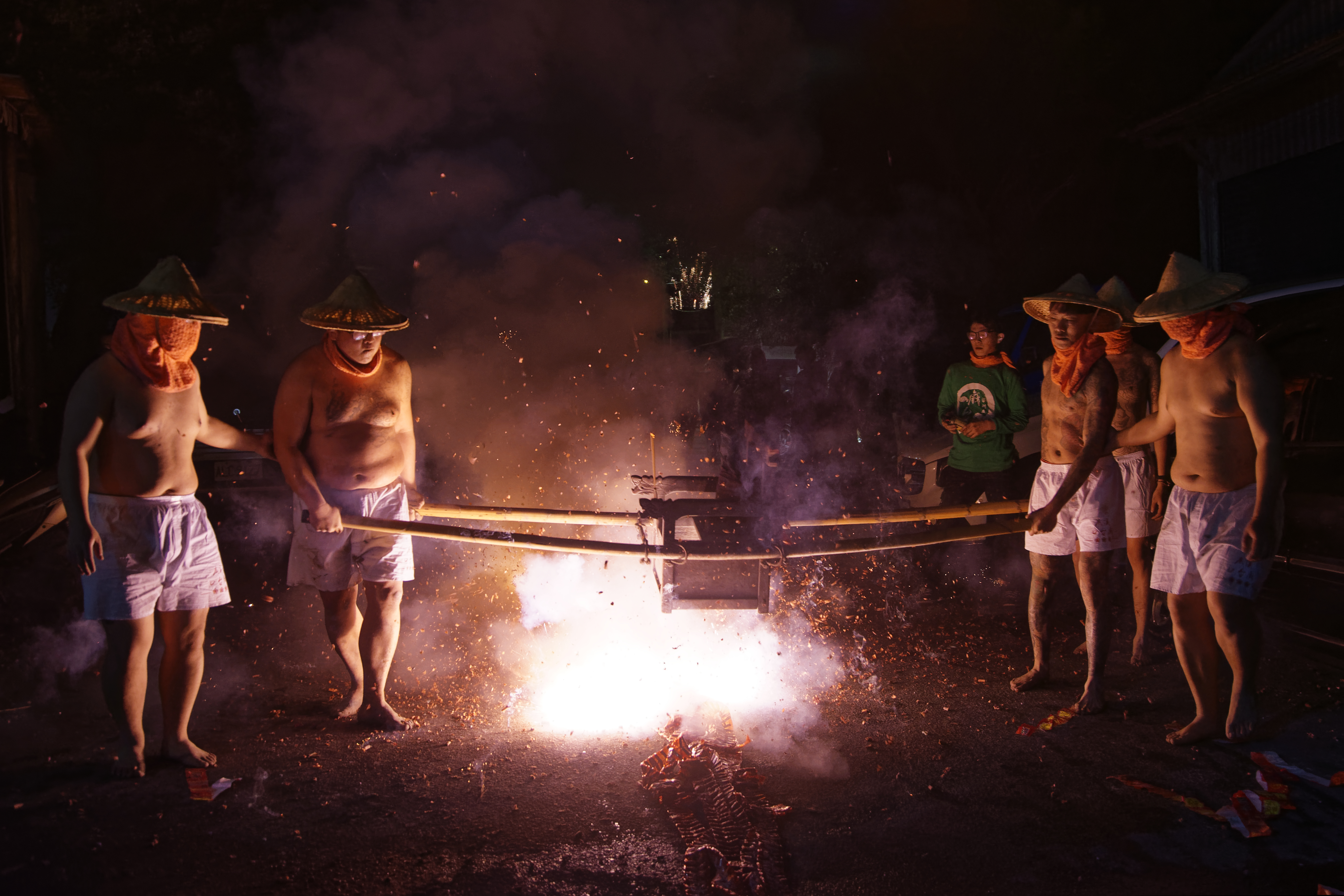
社子夜弄土地公

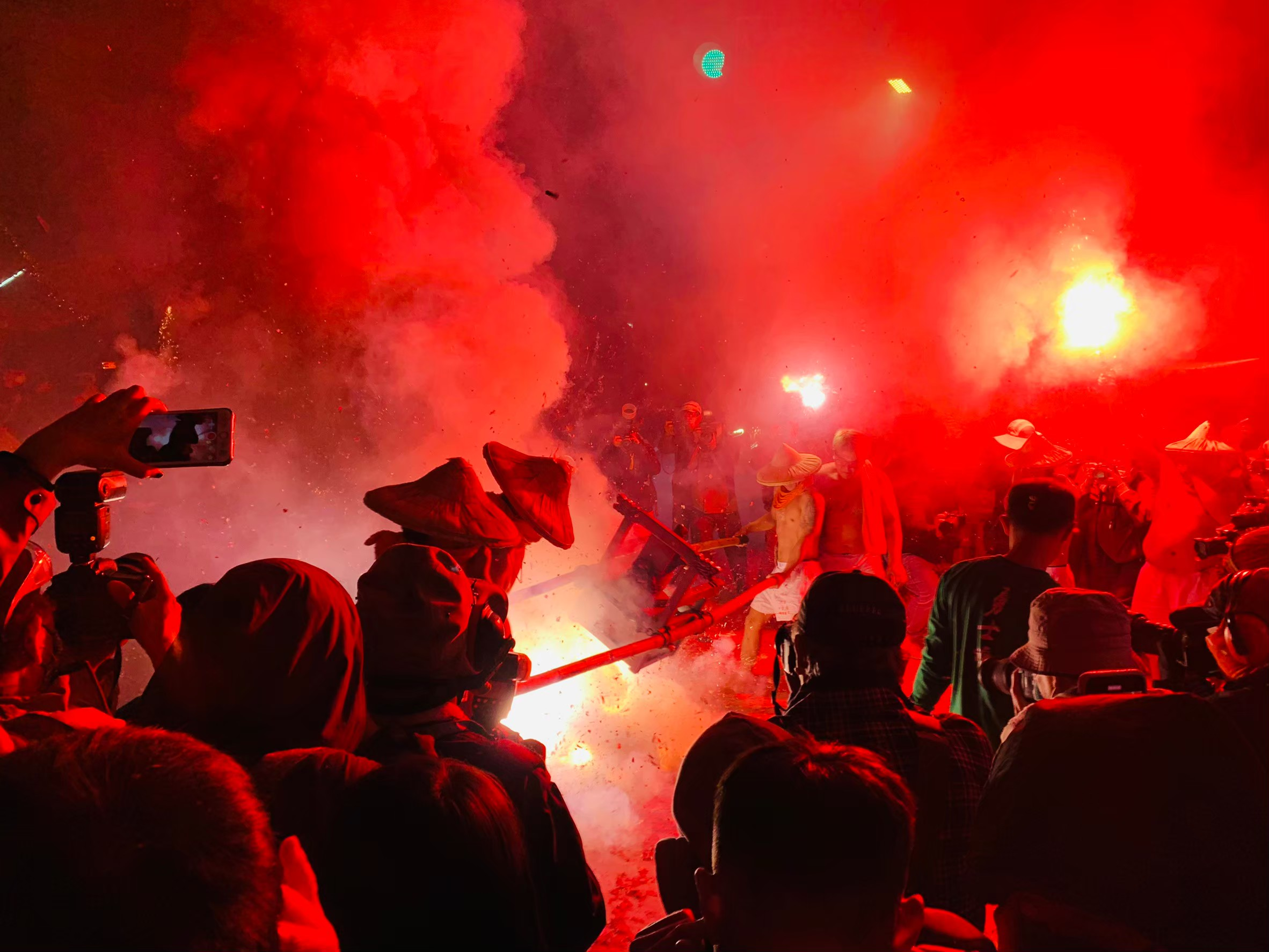
社子夜弄土地公

夜弄土地公，是台灣台北市內湖區和士林區社子島一帶特有的元宵節傳統活動。
士林區社子島(延平北路七段至九段)各角頭有弄土地公活動，仍保有土地公坐椅轎遶境的方式，而以百福宮出發和沿途商家參與活動的較為熱鬧。
這種習俗可追溯到古代漢人「火」財神的民俗活動，由於「火」象徵「活」，是民眾向財神祈求財富的民間習俗。民間亦將土地公視為財神爺供奉，所以也就有如同炸寒單爺的習俗。

### 軒社文化
因社子早期以農業為生，平時娛樂為歌仔戲及練習南管或北管樂器，與大稻埕文化類似，均成立軒社提供在地娛樂，有些並附在廟宇，神明聖誕配合出巡繞境，並搭配大仙翁仔俗稱神將，或迎神的軒社，社團旗幟都會冠上所在地名（古地名）。
社子地區的軒社有：
- 1897年成立之台北浮線南安社（九段福德宮），神將為甘輝及萬禮將軍、謝范將軍、千順將軍、持劍將軍、捧印將軍、陳欽差、黃太尉。

- 1911年前成立溪洲底同志軒
- 1971年成立溪沙尾南韺社（坤天亭），聯名神將為韋馱、伽藍尊者、楊宗保、穆桂英、黃飛虎、中壇元帥

- 1921年成立之台北三角埔三樂軒（永平福德宮），神將為關平太子及周倉將軍

- 1926年成立之台北並歡樂社（社子社福宮）：神將為謝范將軍

- 1930年成立台北浮洲仔安樂社（景安宮）：神將為謝范將軍

- 1965年成立台北溪洲底福安社：神將為秦叔寶、尉遲恭、謝范將軍、三太子（哪吒、金吒、木吒）

- 1980年成立社子鎮安宮富安社（鎮安宮）：神將為李存孝及李存勗、三太子（哪吒、金吒、木吒）、濟公、土地公、謝范將軍

另外，1918年成立的士林合義社原在士林，後來現舘址遷至社子地區，主要活動以農曆3月23日士林慈諴宮媽祖繞境為主，神將為關平太子、周倉將軍、王天君、趙光明、謝范將軍。

### 民宅

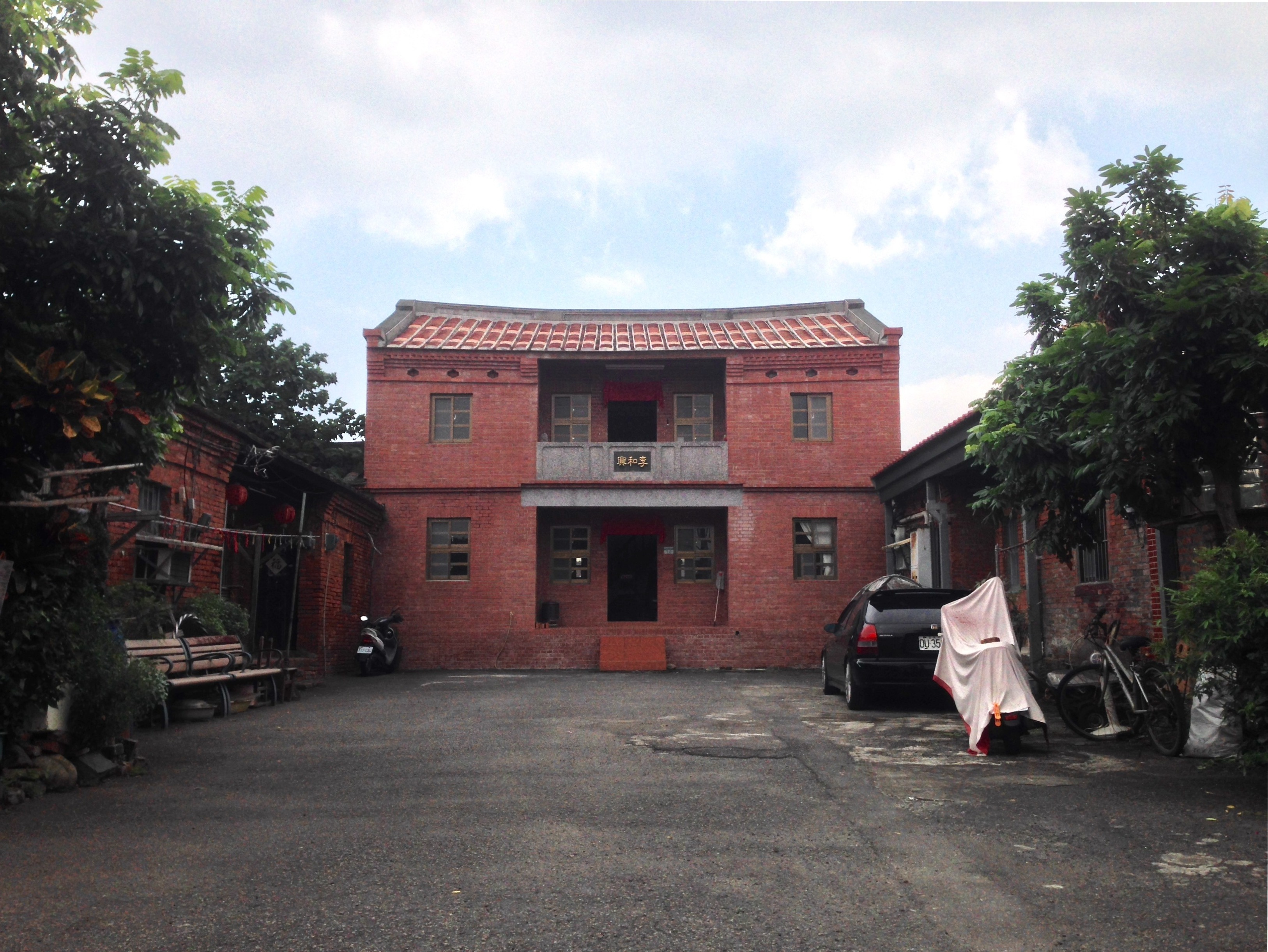
李和興宅

- 李忠記宅（延平北路九段86號）：屯墾期之大戶人家，保存良好且型式完整的三合院磚房。[39]
- 溪底王宅（延平北路八段2巷200號）：屯墾期大戶宅。
- 李和興宅（延平北路八段133巷15號）：二層樓式合院建築。
- 社子島浮洲王宅：台北市士林區延平北路八段2巷206弄1號
- 玄安宮（謝姓祖厝，延平北路七段90號）：葫蘆把式傳統建築，石砌基座佐以清水二丁掛磚砌牆身，展現當時工匠手藝。
- 燕樓李宅（延平北路七段63巷12弄2號）：和尚洲移民來的屯墾大戶，三合院建築型式完整。
- 陳宅八角樓（社子八角樓）（原址位於社子國小後門附近）：屯墾期之大戶人家，曾在此地有數座合院建築，目前皆已拆除。其中一座名稱八角樓，約於1915年使用松山磚廠的磚頭並運至社子後所建。八角樓在外觀上為三層樓西方歷史樣式建築（外觀上為三層樓高，但是樓層之間挑高超過五米，以近代建築標準換算達五、六層樓高度），紅磚砌牆，華麗典雅。頂樓佛堂天花頂設計八角形，亦可稱為八卦樓。從三樓能遠眺觀音山、關渡宮、蘆洲等地美麗風景，經由淡水河進出的大帆船也近在咫尺，樓房旁左、右兩邊設有噴水魚池，另僻有花園與水塘等造景。惜於民國五十年代出售給紡織工廠之用，今已改建成公寓。[40][41][42]

### 信仰中心

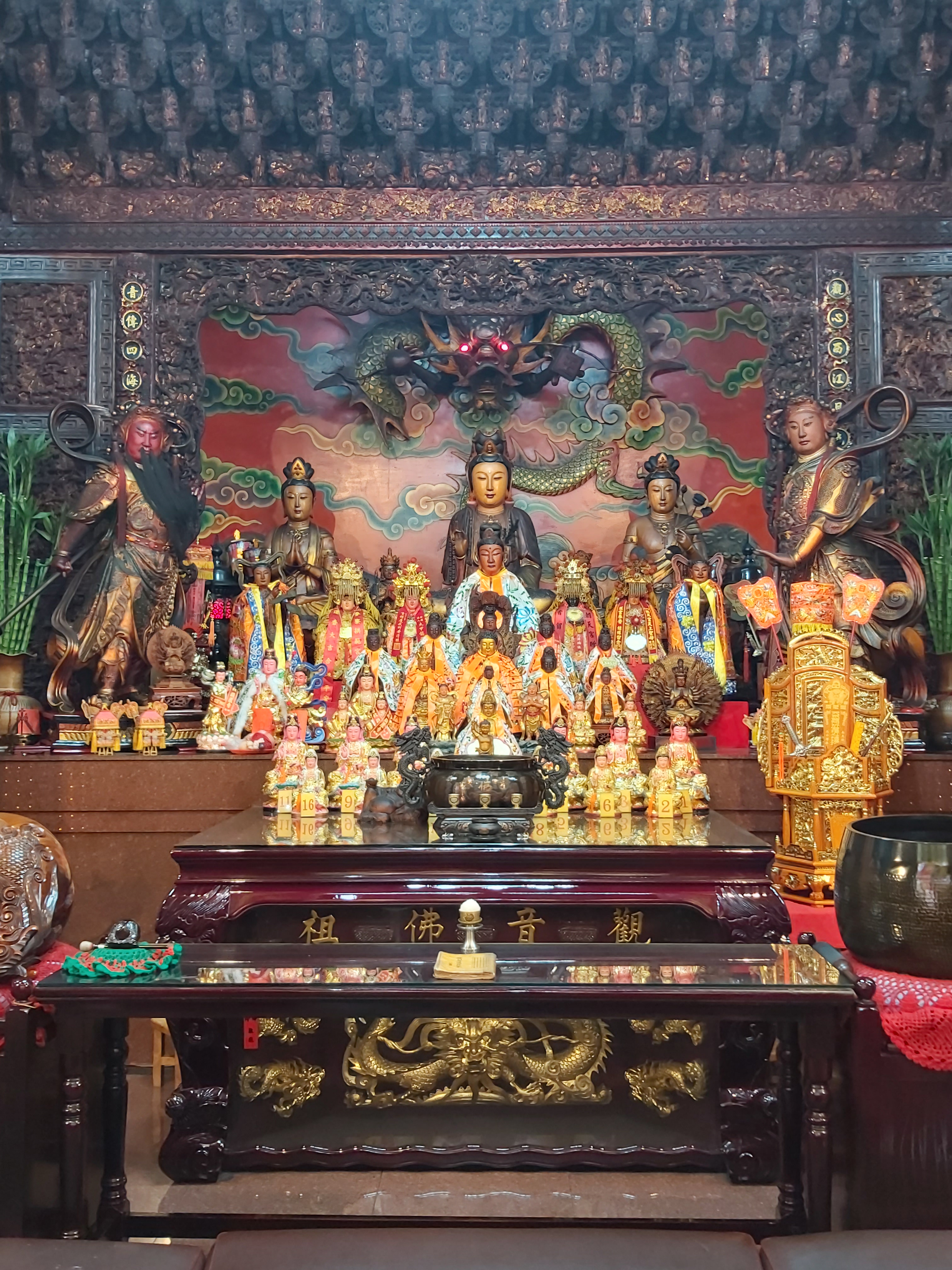
葫蘆寺觀音佛祖

| 廟名               | 主祀神明     | 附祀神明/備註                                        |
| ------------------ | ------------ | ---------------------------------------------------- |
| 葫蘆寺             | 觀音菩薩     | 白沙屯媽祖、北港媽祖、觀音佛祖、大甲媽祖、麥寮媽祖   |
| 海光宮             | 觀音菩薩     |                                                      |
| 坤天亭             | 中壇元帥     |                                                      |
| 北興宮             | 吳府千歲     |                                                      |
| 共和宮             | 劉府千歲     | 邢府千歲、黃府代巡                                   |
| 玄安宮             | 北極玄天上帝 | 原為謝姓祖厝，現為歷史文化建物                       |
| 囝仔公威靈廟       | 囝仔公       |                                                      |
| 永平福德宮         | 福德正神     | 約兩百年歷史                                         |
| 社仔社福宮         | 福德正神     | 約一百年歷史                                         |
| 崙仔頂福德宮       | 福德正神     |                                                      |
| 渡仔頭社新里福德宮 | 福德正神     |                                                      |
| 葫蘆堵福德宮       | 福德正神     |                                                      |
| 社子島浮汕福德宮   | 福德正神     |                                                      |
| 下溪沙尾鎮安宮     | 中壇元帥     |                                                      |
| 下浮洲福安宮       | 福德正神     |                                                      |
| 浮洲景安宮         | 福德正神     |                                                      |
| 福安宮             | 福德正神     |                                                      |
| 社子東山宮         | 各地遷入神明 | 建於抽水站夾層，1993年原地保留，為唯一抽水站附屬廟宇 |

| 陰廟名稱       | 主祀神明               | 地址／備註                                         |
| -------------- | ---------------------- | -------------------------------------------------- |
| 富洲里聖靈公   | 聖靈公                 | 延平北路八段141號                                  |
| 福安里萬善堂   | 萬善諸神               | 延平北路七段162號                                  |
| 福安宮旁小陰廟 | 白媽、陰公、福德正神等 | 延平北路七段106巷170號                             |
| 許英媽廟       | 許英媽                 | 延平北路七段106巷94號                              |
| 陳靈公廟       | 陳靈公                 | 延平北路八段巷200弄內                              |
| 百福宮         | 格界陰公               | 附祀：福德正神、黑虎將軍、朝吉公（延平北路七段口） |
| 治吟婆廟       | 治吟婆                 | 崙仔頂福德宮附近                                   |
| 社子墓仔公     | 墓仔公                 | 已遷至社福宮內                                     |
| 社子義勇公     | 義勇公                 | 士林區社正路17巷10號                               |
| 百海靈廟       | 眾靈公                 | 附祀：福德正神、眾靈媽、虎爺（海光宮附近）         |

### 歌曲
- 作詞作曲人黃大軍編有「社子島之歌」，歌名《內心的鑽石》，由王中平演唱。

### 電視節目
- NHK BS 1 《アジア三都物語》：第一集《台北～時が止まった街角で～》[43]

### 紀錄片
- 2014年，《看不見的島》，楊力州導演製作。

### 電影
- 2016年，《獨一無二》，於2016年3月上映。

## 圖集

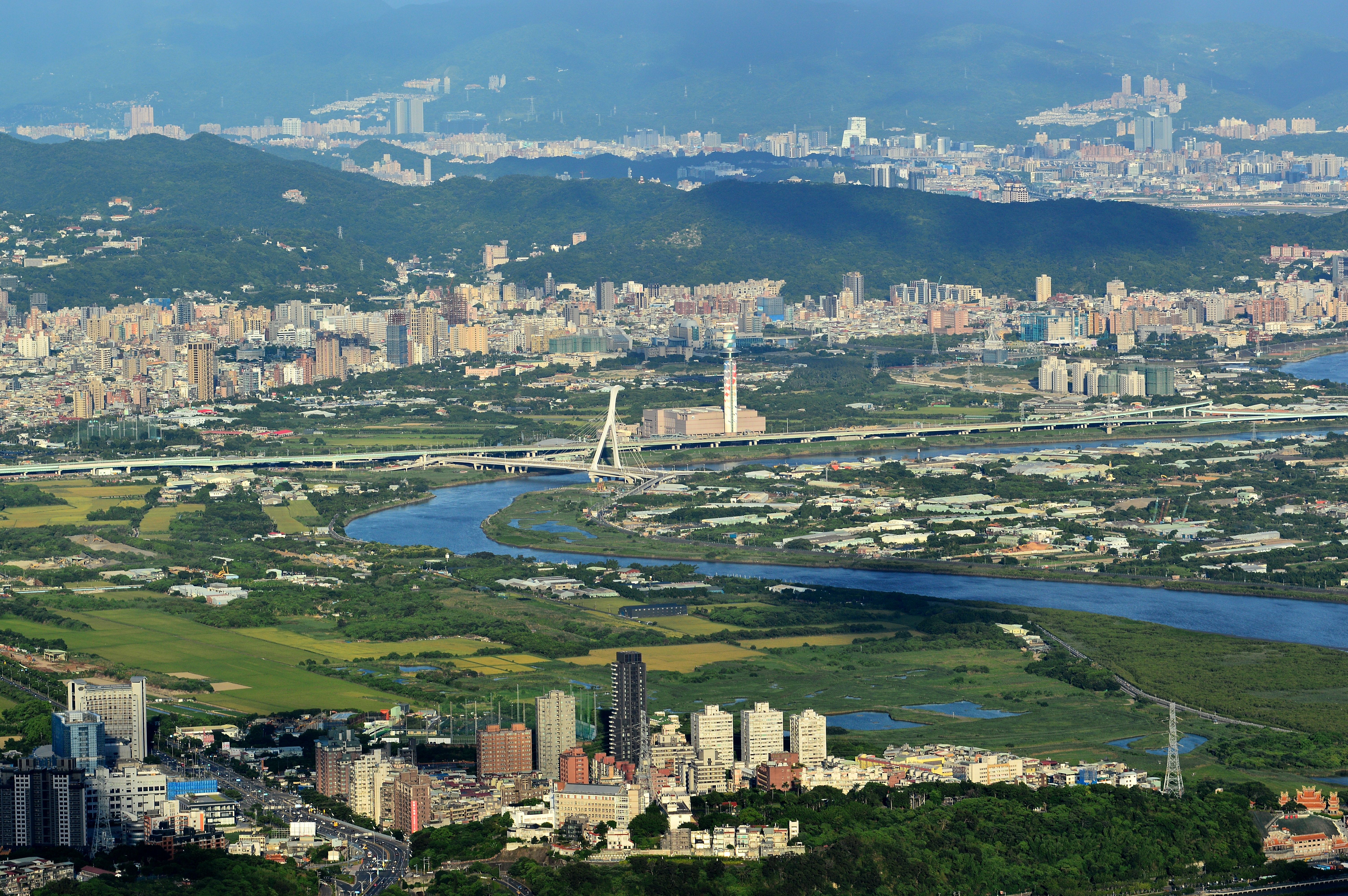
社子大橋（由觀音山遠眺）
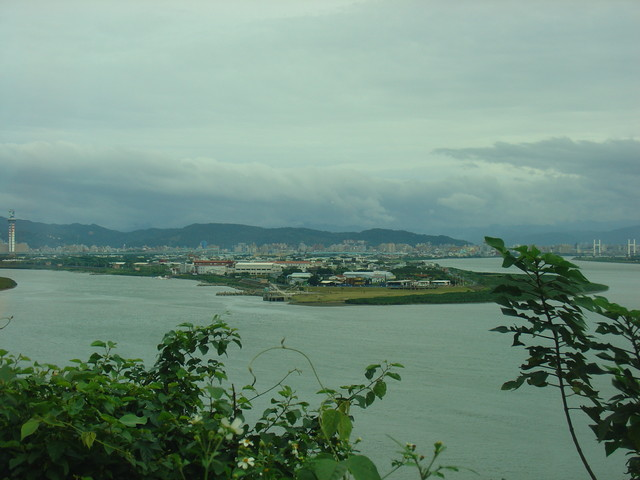
遠望社子島
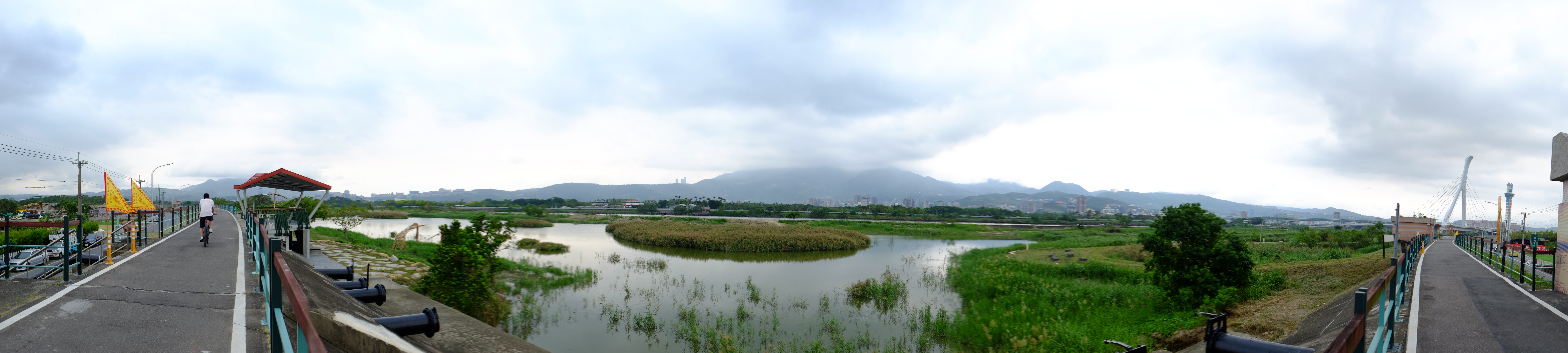
社子島基隆河側自行車道與濕地
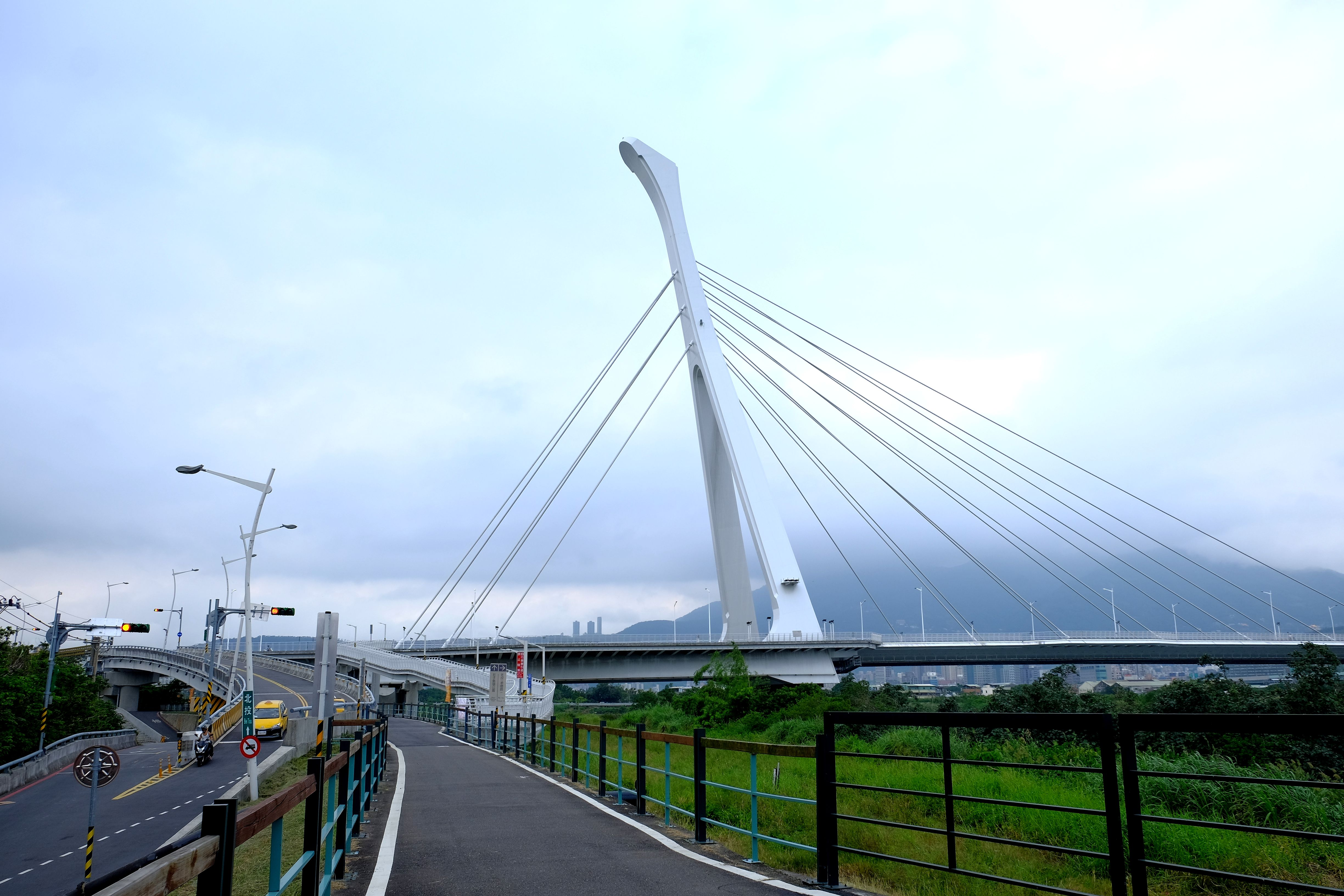
社子大橋社子島端
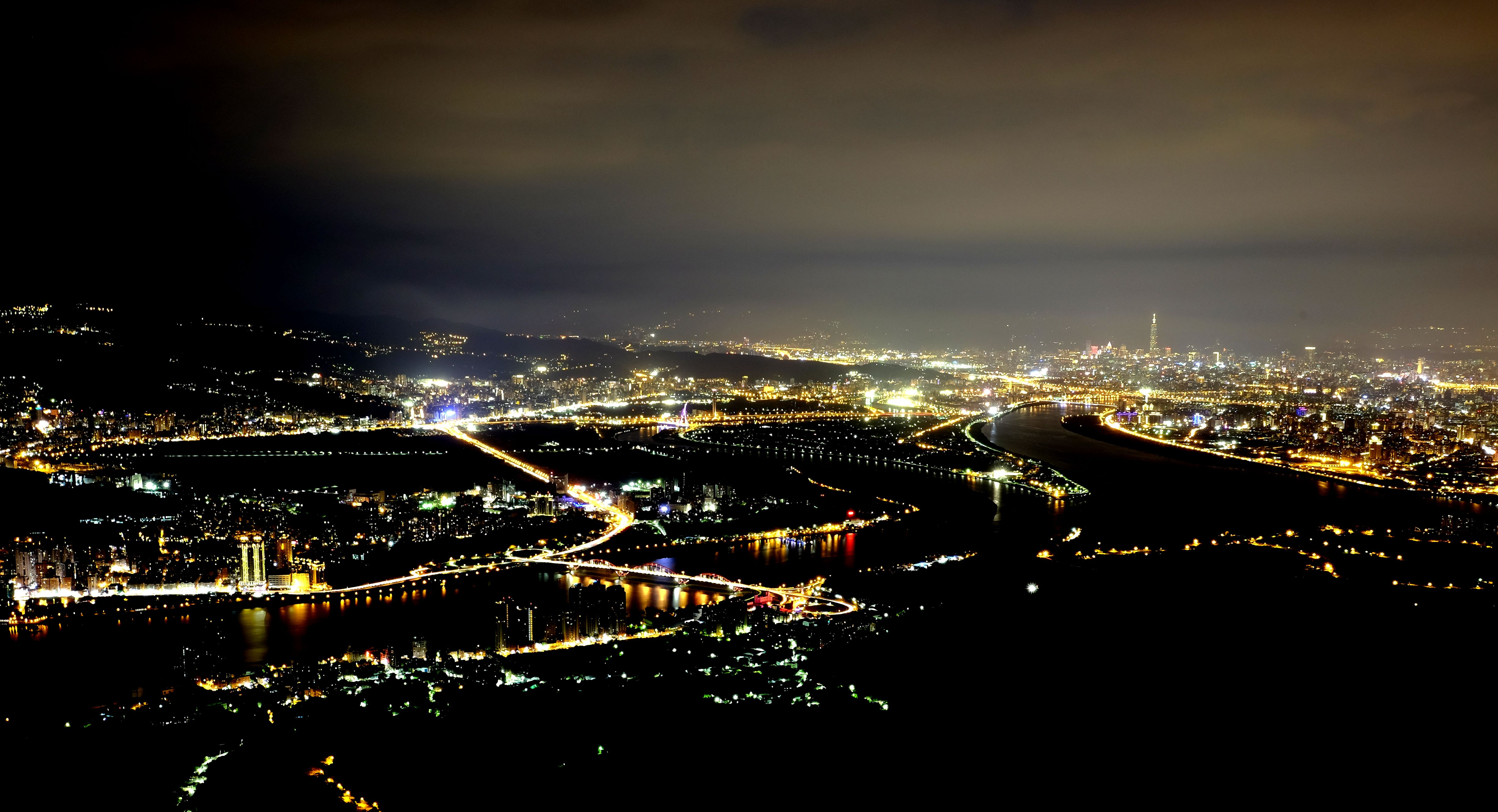
社子島夜景
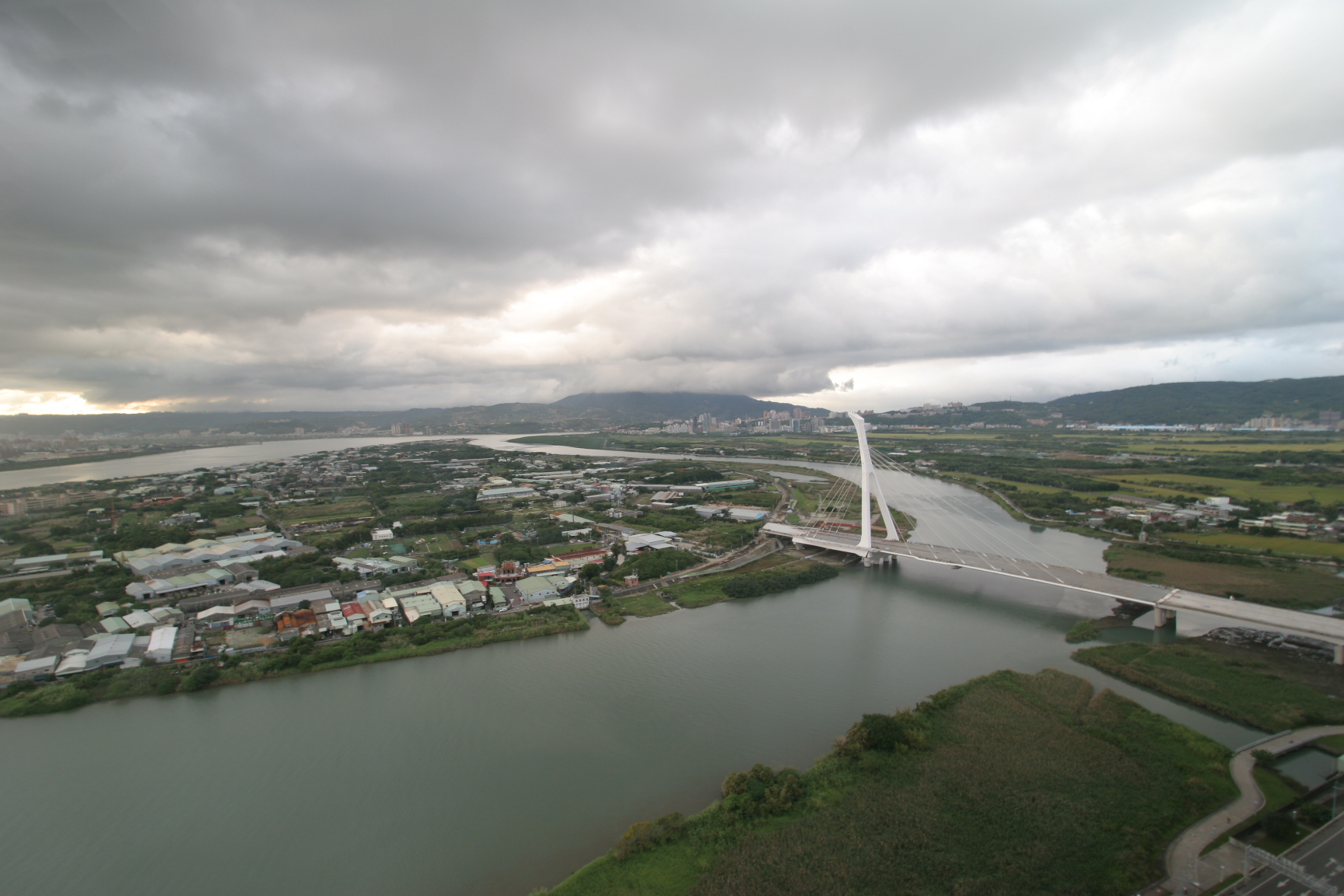
連接社子尾端平原與北投郊區焚化爐的白色斜張橋橋樑，即為社子大橋，該橋跨基隆河下游。
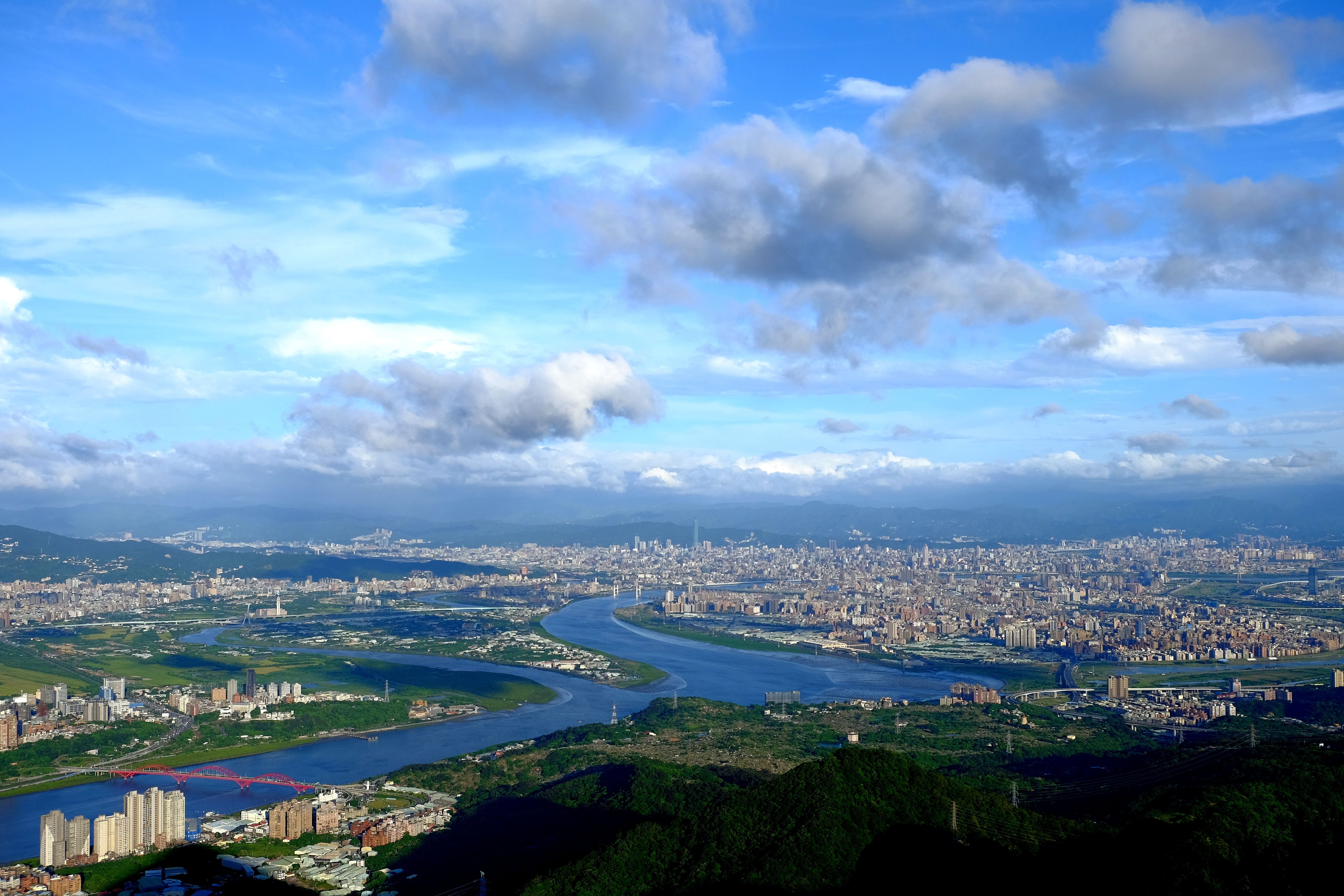
由觀音山眺望社子島
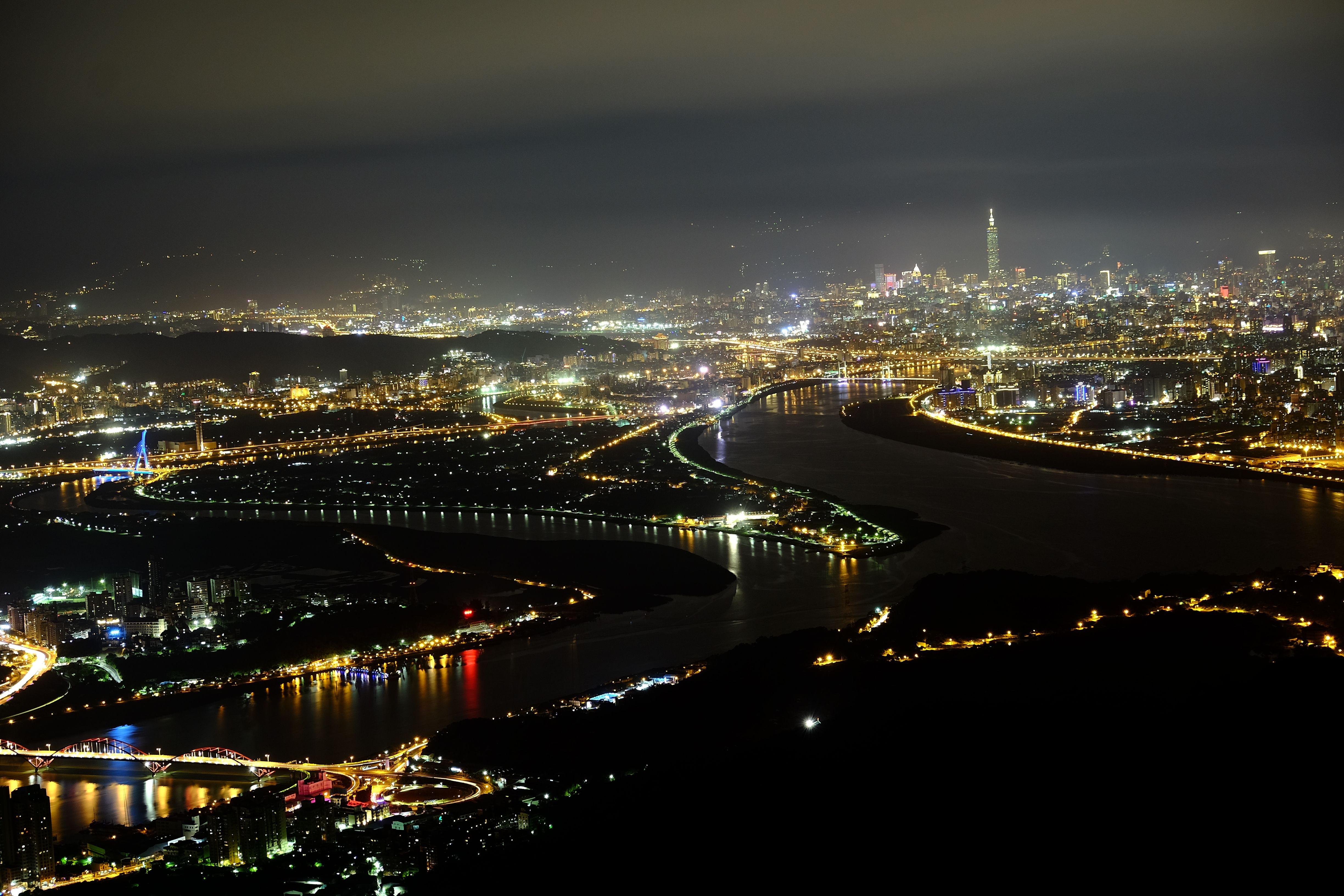
由觀音山眺望的社子島夜景
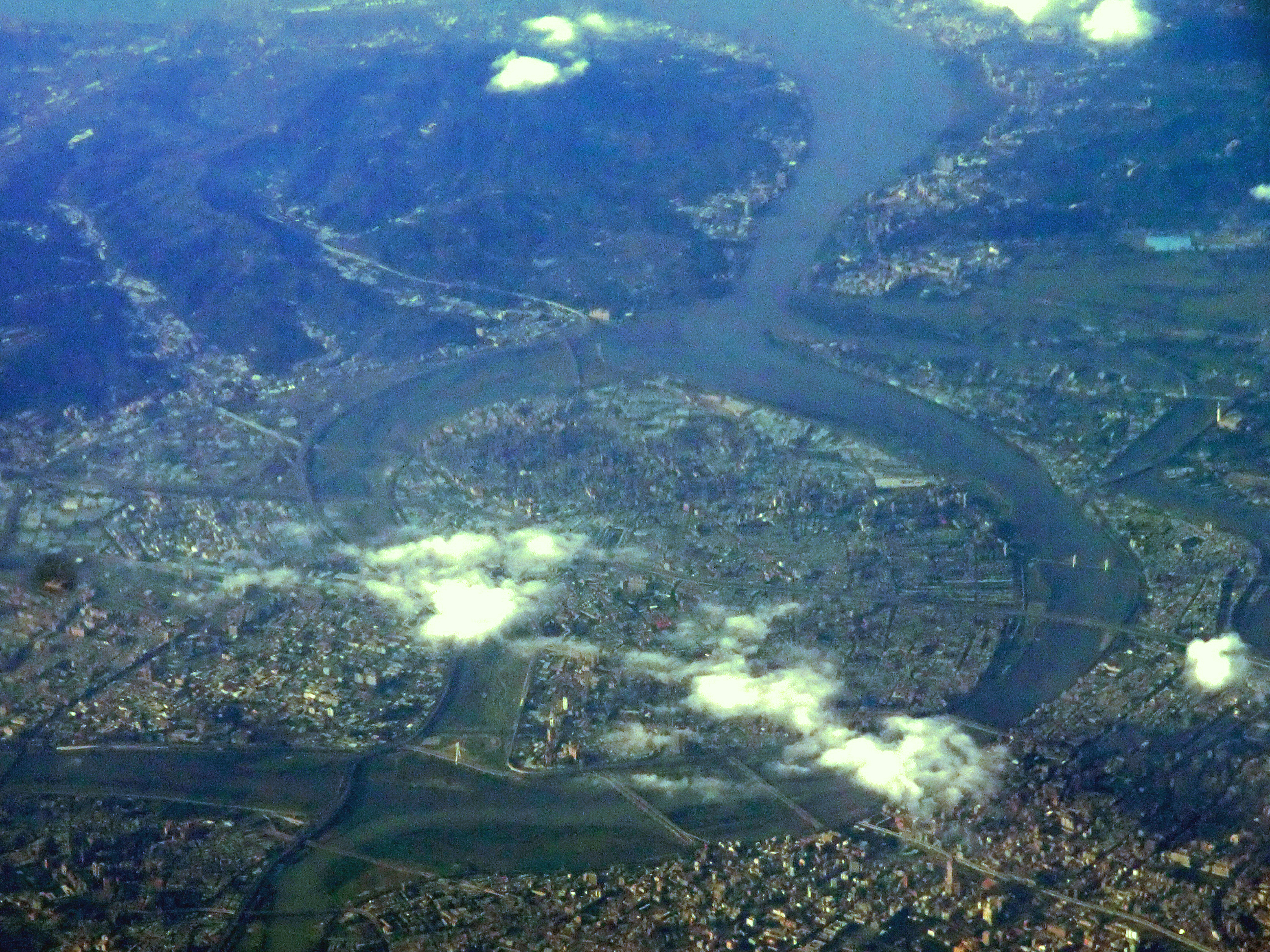
社子島地區就是在這張圖片的最右邊的邊邊位置。居於淡水河與基隆河最狹窄之處

## 外部連結
- 臺北市政府都市發展局《明日社子島》 （页面存档备份，存于）
- 社子人傳奇的Facebook專頁
- 我是社子人的Facebook專頁

## 延伸閱讀
- 臺北市政府都市計畫書  《變更臺北市士林社子島地區主要計畫案》中華民國100年6月8日府都規字第10033853200號公告實施
- 楊重信，《社子島都市計畫辦理經過》 （页面存档备份，存于）
- 賴俊帆，《都市發展的現代化？--兼論台北社子島與中國城中村的對話》 （页面存档备份，存于），兩岸研究生校園論壇「兩岸社會現代化」學術研討會